# Ludvig Hubendick
Ludvig Andreas Hubendick, född den 1 maj 1835 i Karlskrona, död den 15 november 1914 i Stockholm, var en svensk sjöofficer, son till Carl Jacob Hubendick och far till Edvard Hubendick. 
Hubendick avlade sjöofficersexamen 1855 och konstruktionsofficersexamen 1858 samt övergick, då flottans konstruktionskår indrogs, till sjofficerskåren. Han blev underlöjtnant 1859 och kapten 1875 samt tog avsked ur aktiv tjänst 1890. Han tjänstgjorde 1865–1878 som besiktningsofficer vid styckebruk, ordnade 1878 Sjöförsvarsdepartementets bibliotek och var dess bibliotekarie 1878-1890 samt tjänstgjorde 1890–1895 som båtsmanschef. Hubendick fungerade en följd av år som censor vid Sjökrigsskolan samt utövade betydande verksamhet som författare och översättare (bland annat av Marryats romaner), ofta under pseudonymen Ella. Han utgav flera delar av Ungdomens bok (1878–1879; 2:a upplagan 1883), Valet af lefnadsbana (1882), Handbok för frimurare (1890), Hvad skall man bli? (1901), samt skrev ett stort antal sjötekniska artiklar i Nordisk familjebok. Hubendick är begravd på Galärvarvskyrkogården i Stockholm.